# Protoscience

Une représentation d'un atelier d'alchimiste. L'alchimie est souvent considérée comme une version embryonnaire de la chimie.

En philosophie des sciences, une protoscience est un nouveau domaine scientifique qui en est à l'étape de la formulation et de la spéculation, et qui pourrait par la suite voir certaines de ses propositions établir les fondements d'une nouvelle science ou au contraire être rejetées.

## De la protoscience à la science

### Rôle de l'idéologie
Dans Idéologie et rationalité dans l'histoire des sciences de la vie, Georges Canguilhem, philosophe et épistémologue, traite de l'usage idéologique des théories biologiques, c'est-à-dire de l'utilisation à des fins éthiques, politiques et sociologiques des thèses et des résultats expérimentaux issus de la biologie. D'après Canguilhem, une idéologie scientifique s'ancre d'abord comme une sorte de proto-science, une science qui n'est pas encore arrivée à maturité, et prend son modèle sur une science déjà constituée. Du fait qu'elle n'appréhende pas son objet dans sa spécificité (ici, la vie) ses fondements sont mal assurés ; l'idéologie vient alors suppléer le manque de précision et de rigueur dans la définition de cet objet, en projetant sur lui des idées et des valeurs qui lui sont étrangères, mais qui en retour légitiment les pratiques sociales et l'ordre politique et économique. 

### Endohérétiques et exohérétiques
Marcello Truzzi, reprenant les termes d'Isaac Asimov, distingue deux manières dans la communauté scientifique d'accueillir de nouvelles idées susceptibles d'accéder à un statut scientifique : ceux qui amènent ces idées sont des :
- endohérétiques : il s'agit de chercheurs reconnus dans leur domaine qui s'expriment dans leur champ de spécialité ; ils sont traités comme des excentriques ou des incompétents.

ou des :
- exohérétiques : chercheurs ou pas, ils s'expriment en dehors de leur champ de spécialité ; ils sont traités comme des fous, des charlatans ou des escrocs[2].

## Exemples historiques
- certaines parties de l'alchimie ont été gardées pour devenir la chimie, alors que d'autres comme la transmutation sont passées dans la légende.
- L'astrologie antique a donné naissance à l'astronomie, alors que sa partie art divinatoire est devenue l'astrologie actuelle, généralement considérée comme une pseudo-science, mais également traitée comme protoscience par certains (voir astrologie statistique).